# 喬石
喬 石（きょう せき、簡体字：乔 石、繁体字：喬 石、英語：Qiao Shi、チャオ・シー、1924年12月24日 - 2015年6月14日）は、中華人民共和国の政治家。第13・14期中国共産党中央政治局常務委員、第6代全国人民代表大会常務委員長など各務を務めた。本名は蔣志彤。

## 経歴
1924年12月24日に上海に誕生する。祖籍は浙江省定海県。1940年8月に中国共産党に入党した。国際問題の専門家で、政党外交を担当する中央対外連絡部長に就任。その後、中央弁公庁主任、中央組織部長など党中央の要職を歴任した。1979年には北京で長期間幽閉されていた元日本共産党幹部（1953年に除名）の伊藤律を釈放した（1980年に伊藤は日本に帰国した）。
1982年9月の第12回党大会において党中央委員に選出。同月12日の第12期1中全会において党中央書記処候補書記に選出された。
1985年に兪強声事件が発生すると、解任された陳丕顕に替わって党中央政法委員会書記となり、また同年9月24日の第12期5中全会より中央政治局委員・中央書記処書記を兼任。党において政治・法律・情報・司法を担当。
1986年4月12日、第6期全人代第4回会議の決定に基づき国務院副総理に任命。1987年11月2日、第13期1中全会において党中央政治局常務委員に昇格。中央規律検査委員会書記・中央政法委員会書記を兼任し、政治局における序列は第3位となった。
1989年6月、第2次天安門事件によって趙紫陽が総書記を解任されると、喬石は楊尚昆（国家主席・党中央政治局委員）によって趙紫陽の後継に推薦された。しかし、陳雲・李先念ら保守派長老が推薦した江沢民が後継の総書記に就任。喬石は同事件によって失脚した胡啓立に代わり中央書記処常務書記を兼任した。同年、中央党校校長に就任。
1993年3月27日、第8期全国人民代表大会第1回会議において常務委員会委員長に選出された。田紀雲副委員長と共に全人代の政党に対する監督機能を高めるべく奔走した。1997年9月の第15回党大会で中央委員を引退し、1998年に全人代常務委員長を退任した。
2015年6月14日、北京病院で死去、90歳。

## 家族
妻は翁郁文であり、男女の子供がいる。長男の蔣小明は賽博國際有限公司の会長及び創設者であり、娘は喬暁渓である。